# 윤민헌 선생 묘
윤민헌 선생 묘는 대한민국 경기도 시흥시 산현동에 있다. 2002년 3월 15일 시흥시의 향토유적 제16호로 지정되었다.

## 개요
조선 중기 문신인 윤민헌(1562~1628)의 묘이다.

## 같이 보기
- 윤민헌